# روي س. كيرتلاند
روي س. كيرتلاند (بالإنجليزية: Roy Carrington Kirtland)‏ هو طيار أمريكي، ولد في 14 مايو 1874 في فورت بنتون في الولايات المتحدة، وتوفي في 2 مايو 1941 في Moffett Federal Airfield ‏ في الولايات المتحدة.